# Simolândia
Simolândia is een gemeente in de Braziliaanse deelstaat Goiás. De gemeente telt 7.331 inwoners (schatting 2009). De plaats ligt aan de Corrente met aan de overzijde Alvorada do Norte.

## Verkeer en vervoer
De plaats ligt aan de radiale snelweg BR-020 tussen Brasilia en Fortaleza. Daarnaast ligt ze aan de wegen GO-108, GO-112 en GO-236.